# Rukometna reprezentacija SR Njemačke
Zapadnonjemačka rukometna reprezentacija predstavlja državu SR Njemačku u športu rukometu.

## Nastupi naOI
- prvaci:
- doprvaci: 1984.
- treći:

## Nastupi naSP
- prvaci: 1978.
- doprvaci: 1954.
- treći: 1958.

## Nastupi naEP
Država je prestala postojati do početka održavanja prvih europskih prvenstava.